# Kanton Azogues
Der Kanton Azogues befindet sich in der Provinz Cañar südzentral in Ecuador. Er besitzt eine Fläche von 611,4 km². Im Jahr 2020 lag die Einwohnerzahl schätzungsweise bei 86.300. Verwaltungssitz des Kantons ist die Provinzhauptstadt Azogues mit 33.848 Einwohnern (Stand 2010). Der Kanton Azogues wurde im Jahr 1825 eingerichtet.

## Lage
Der Kanton Azogues liegt am Ostrand der Provinz Cañar. Das Gebiet liegt in den Anden. Im Osten reicht der Kanton bis an den Río Paute. Der Kanton liegt im Einzugsgebiet des Río Paute. Die Stadt Azogues liegt am Río Burgay, ein linker Nebenfluss des Río Cuenca. Die Fernstraße E35 (Cuenca–Cañar) durchquert den Südwesten des Kantons und passiert dabei die Stadt Azogues.
Der Kanton Azogues grenzt im Westen an die Kantone Déleg, Biblián und Cañar, im Norden an den Kanton Alausí der Provinz Chimborazo sowie im Süden an die Kantone Sevilla de Oro, Paute und Cuenca, alle drei in der Provinz Azuay.

## Verwaltungsgliederung
Der Kanton Azogues ist in die Parroquias urbanas („städtisches Kirchspiel“)
- Aurelio Bayas
- Azogues
- Borrero
- San Francisco

und in die Parroquias rurales („ländliches Kirchspiel“)
- Cojitambo
- Guapán
- Javier Loyola
- Luis Cordero
- Pindilig
- Rivera
- San Miguel
- Taday

gegliedert.

## Ökologie
Der Norden des Kantons befindet sich innerhalb des Nationalparks Sangay.